# Hans Lauchlan von Guenther
Hans Lauchlan Guenther (seit 1881 von Guenther) (* 3. Februar 1864 in Berlin; † 30. März 1934 in Breslau) war ein preußischer Verwaltungsbeamter. Er war Unterstaatssekretär im preußischen Staatsministerium und zuletzt Oberpräsident der Provinz Schlesien.

## Herkunft
Seine Eltern waren der Oberpräsident von Posen William Barstow von Guenther (* 8. März 1815; † 13. September 1892) und dessen Ehefrau Klara Jebens (* 26. Juni 1828; † 4. April 1912). Der Geheime Oberregierungsrat Georg von Guenther war sein Bruder.

## Leben
Er studierte Rechtswissenschaften und diente bis zum Rittmeister. Seit seiner Studienzeit in Heidelberg war er Mitglied des Corps Saxo-Borussia. Nach verschiedenen Stationen im Vorbereitungsdienst wurde er 1890 Regierungsassessor beim Polizeipräsidium von Berlin. Im Jahr 1891 wechselte er zum Oberpräsidium in Potsdam. Seit 1896 war er Landrat in Löwenberg. Im Jahr 1900 wurde er zum Regierungsrat ernannt. Seit 1901 war er ständiger Hilfsarbeiter in der Reichskanzlei. Kurze Zeit später wurde er Geheimer Regierungsrat und Vortragender Rat im preußischen Staatsministerium. Er wurde aber auch in der Reichskanzlei weiter verwandt. Im Jahr 1904 wurde er zum Geheimen Oberregierungsrat ernannt. Zwischen 1907 und 1910 war er Unterstaatssekretär im preußischen Staatsministerium. Danach war er von 1910 bis 1919 Oberpräsident in der Provinz Schlesien. Von 1921 bis 1926 war als Bevollmächtigter für Niederschlesien Mitglied des Reichsrats. Anschließend war er bis 1930 stellvertretendes Mitglied des Preußischen Staatsrats.

## Auszeichnungen
- Ernennung zum Wirklichen Geheimen Rat, 1914
- Ernennung zum Dr. iur. h. c. und Dr. med. h. c.